# 東角 (哈拉爾王子海岸)
東角（英語：Austpynten），是南極洲的海岬，位於毛德皇后地的哈拉爾王子海岸，屬於穆利格-霍夫曼山脈的一部分，挪威製圖師根據該國探險隊拍攝的空中照片繪入地圖，現時由南極條約體系管理。